# Heinz Brenck
Heinz Brenck (* 6. Februar 1915 in Ludwigshafen am Rhein; † 14. Oktober 1983 in Bonn) war ein deutscher Politiker (CSU).

## Leben und Beruf
Nach dem Schulbesuch leistete Brenck von 1933 bis 1936 Reichsarbeitsdienst und anschließend bis 1938 Wehrdienst. Von 1939 bis 1945 nahm er als Soldat am Zweiten Weltkrieg teil. Zwischenzeitlich legte er die Hochschulreife ab und nahm ein Studium auf, das er mit der Promotion zum Dr. phil. beendete.
Nach dem Kriegsende war Brenck von 1946 bis 1952 stellvertretender Direktor des Evangelischen Presseverbandes für Bayern. Von 1953 bis 1961 war er bei der bayerischen Vertretung beim Bund tätig, zuletzt in der Funktion eines Regierungsdirektors.

## Partei
Brenck war seit 1952 Mitglied der CSU.

## Abgeordneter
Brenck gehörte dem Deutschen Bundestag seit der Bundestagswahl 1961 bis 1969 an. Im Parlament vertrat er den Wahlkreis Traunstein.